# Bitva u Wagramu
Bitva u Wagramu se odehrála 5.–6. července 1809 východně od Vídně a přinesla rozhodnutí rakousko-francouzské války, která byla součástí napoleonských válek. Počtem nasazených vojáků a celkovými ztrátami šlo o mimořádně rozsáhlou bitvu, jednu z největších v dosavadních dějinách evropského válečnictví a druhou největší z napoleonských válek (po bitvě u Lipska). Poražené Rakousko muselo následně přijmout mimořádně nepříznivé podmínky míru a jeho význam načas značně poklesl.

## Nástin událostí
Poté, co byl Napoleon poražen v bitvě u Aspern 21. a 22. května 1809 nechal posádku na ostrově Lobau, protože se stále nevzdával svého záměru překročit Dunaj. Jeho armáda byla následně posílena italskými oddíly pod velením Eugèna de Beauhernais a získala početní převahu nad rakouskými vojsky arcivévody Karla Ludvíka, které pasivně vyčkávalo na levém břehu Dunaje. Hlavní oddíly francouzské armády se mezi 2. a 4. červencem 1809 přesunuly na ostrov Lobau, aby 5. července překročily 100 metrů široké rameno na levý břeh Dunaje. Francouzské předsunuté jednotky vedené generálem Oudinotem zaznamenaly dílčí úspěch, poté co vytlačily rakouské oddíly z prostoru jižně od hlavní rakouské linie, tedy od Bisambergu k Wagramu a dále za řekou Russbach k Markgrafneusiedlu. Napoleon se rozhodl pro útok na rakouské pozice ještě ve večerních hodinách 5. července, kdy ofenzívu vedli Eugen de Beauharnais, maršál Jean-Baptiste Bernadotte a generál Oudinot. Ovšem útok byl odražen. Nad ránem dal Napoleon povel k opakování ofenzivní akce, zároveň však do protiútoku přešla i rakouská armáda, které však chyběla propracovaná koordinace. Levé křídlo, kterému velel kníže Rosenberg, zahájilo útok přes řeku Russbach velmi brzy, již ve 4 hodiny. Setkalo se však se silným protiútokem francouzského pravého křídla pod velením maršála Davouta, které později podpořily i oddíly generála Oudinota. Granátnický sbor, který operoval v centru rakouského postavení přešel do útoku v 6:00 hodin, ale byl zastaven aktivitou francouzských jednotek Eugena de Beauharnaise a sbor byl nucen ustoupit zpět. Pravé rakouské křídlo vedené podmaršálem Klenauem zahájilo útok až v 8:00, přesto se mu úspěšně podařilo prolomit francouzské pozice maršála Massény a dalším neohroženým postupem podél Dunaje ohrozilo týl francouzské armády a její spojení přes provizorní mosty. Napoleon byl donucen narychlo stáhnout Massénovy oddíly z linie a poslat je do Aspern, kde měly bránit přístup k mostům. Současně uvolnil veškerou svou jezdeckou zálohu ke koncentrovanému útoku proti Rakušanům.

## Rozhodnutí bitvy a uzavření míru
O výsledku bitvy rozhodl vynikající manévr francouzského dělostřelectva pod velením generála Drouota a zejména útok „Macdonaldovy kolony“, tedy 26 pěších praporů zformovaných do carré - čtverce o hraně 1 000 metrů, na střed rakouské sestavy. Svou roli sehrála i skutečnost, že rakouská armáda z Itálie vedená arcivévodou Janem utrpěla 14. června porážku od Eugena de Beauharnaise v bitvě u Rábu a nedostavila se na bojiště včas.
Napoleonovo vojsko tak zvítězilo. Kromě gardy, která však do průběhu bojů nezasáhla, byly nejlepší francouzské jednotky v době trvání bitvy u Wagramu nasazeny ve Španělsku, a přesto francouzské vojsko dokázalo vyhrát. Následovalo pronásledování rakouských oddílů Francouzi až ke Znojmu, kde bylo 11. července podepsáno příměří. 14. října pak byla v Schönbrunnu uzavřena mírová smlouva ukončující celou rakousko-francouzskou válku. Pro Rakousko byly podmínky míru mimořádně nepříznivé – ztratilo území o rozloze 82 000 km² s 3,5 mil. obyvatel, jeho ozbrojené síly byly omezeny na 150 000 mužů, muselo se připojit k tzv. kontinentálnímu systému a zavázalo se zaplatit Francii válečnou náhradu ve výši 85 mil. franků. Rakousko se tak načas stalo mocností druhého řádu.